# Dohrniphora aequidistans
Dohrniphora aequidistans är en tvåvingeart som beskrevs av Enrico Adelelmo Brunetti 1912. Dohrniphora aequidistans ingår i släktet Dohrniphora och familjen puckelflugor. Inga underarter finns listade i Catalogue of Life.